# Сердон (Эн)
Сердо́н (фр. Cerdon) — коммуна во Франции, находится в регионе Рона — Альпы. Департамент — Эн. Входит в состав кантона Понсен. Округ коммуны — Нантюа.
Код INSEE коммуны — 01068.

## География
Коммуна расположена приблизительно в 390 км к юго-востоку от Парижа, в 65 км северо-восточнее Лиона, в 23 км к юго-востоку от Бурк-ан-Бреса.

## Климат
Климат полуконтинентальный с холодной зимой и тёплым летом. Дожди бывают нечасто, в основном летом.

## Население
Население коммуны на 2010 год составляло 741 человек.
| 1962 | 1968 | 1975 | 1982 | 1990 | 1999 | 2010 |
| ---- | ---- | ---- | ---- | ---- | ---- | ---- |
| 709  | 724  | 652  | 647  | 672  | 672  | 741  |

## Администрация
| Период | Период | Фамилия          | Партия                    | Примечания                |
| ------ | ------ | ---------------- | ------------------------- | ------------------------- |
| 1980   | 1989   | Клод Карант      |                           |                           |
| 1989   | 1995   | Бернадет Бюльо   |                           |                           |
| 1995   | 2020   | Сильви Гуа-Шаван | Союз за народное движение | учитель, сенатор (с 2008) |

## Экономика
В 2010 году среди 425 человек трудоспособного возраста (15—64 лет) 345 были экономически активными, 80 — неактивными (показатель активности — 81,2 %, в 1999 году было 70,1 %). Из 345 активных жителей работали 306 человек (172 мужчины и 134 женщины), безработных было 39 (15 мужчин и 24 женщины). Среди 80 неактивных 16 человек были учениками или студентами, 29 — пенсионерами, 35 были неактивными по другим причинам.

## Достопримечательности
- Дом, известный под названием «замок Эпьер» или «погреб Эпьер» (XII век). Исторический памятник с 2005 года.[4]
- Дом XV века. Исторический памятник с 1950 года.[5]
- Руины средневекового замка Ла-Бати.

## Фотогалерея

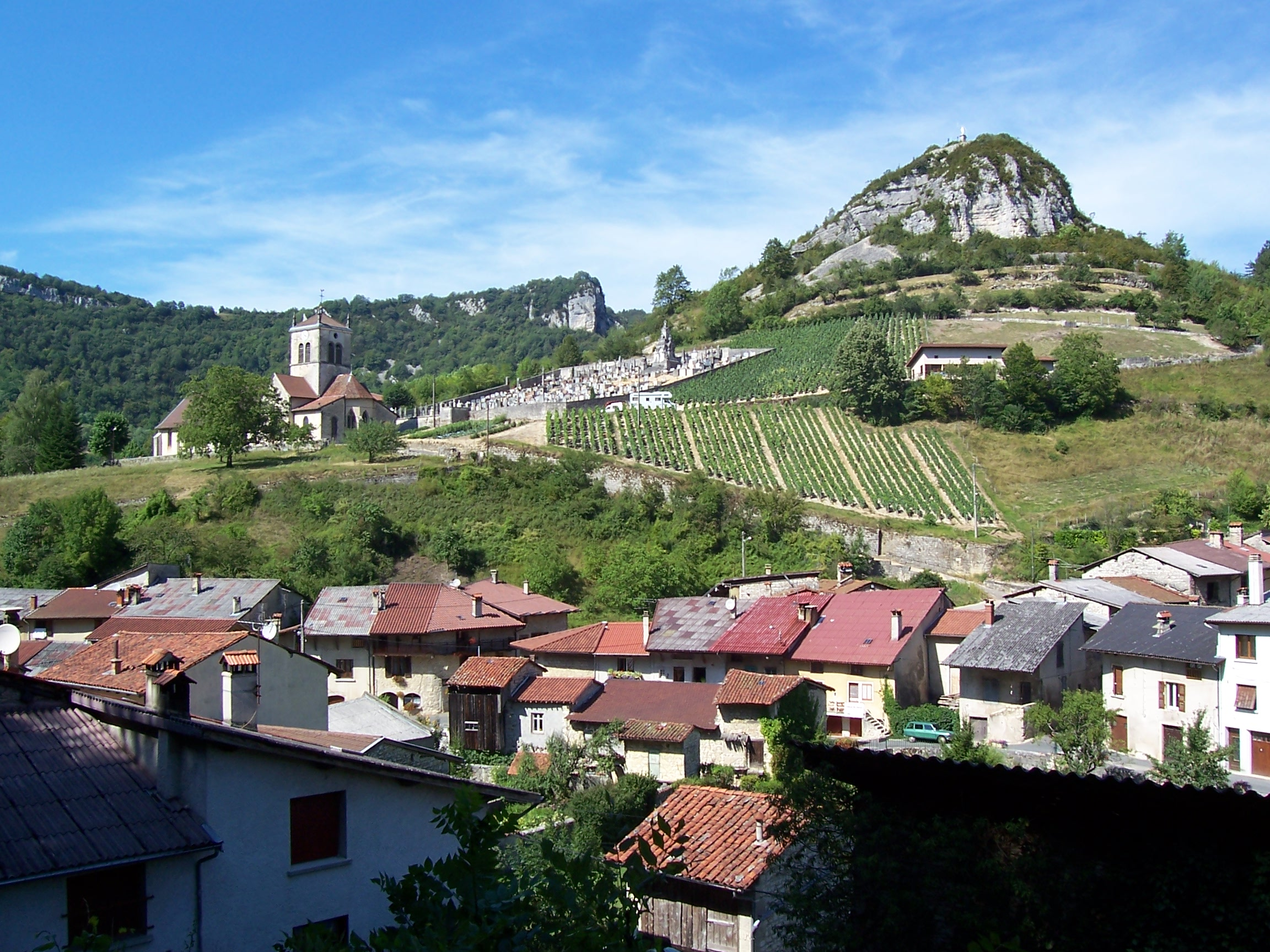
Сердон
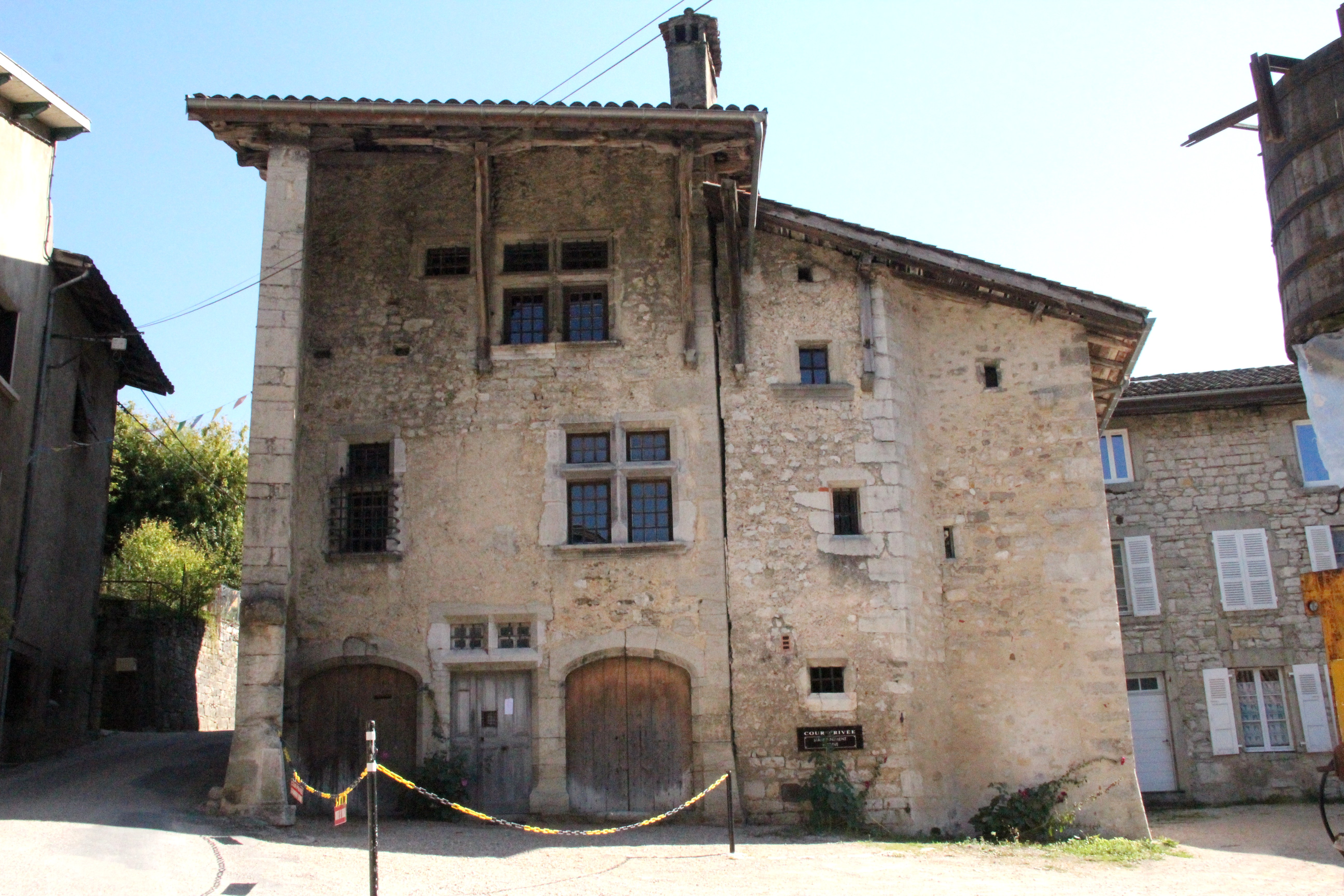
Дом XV века
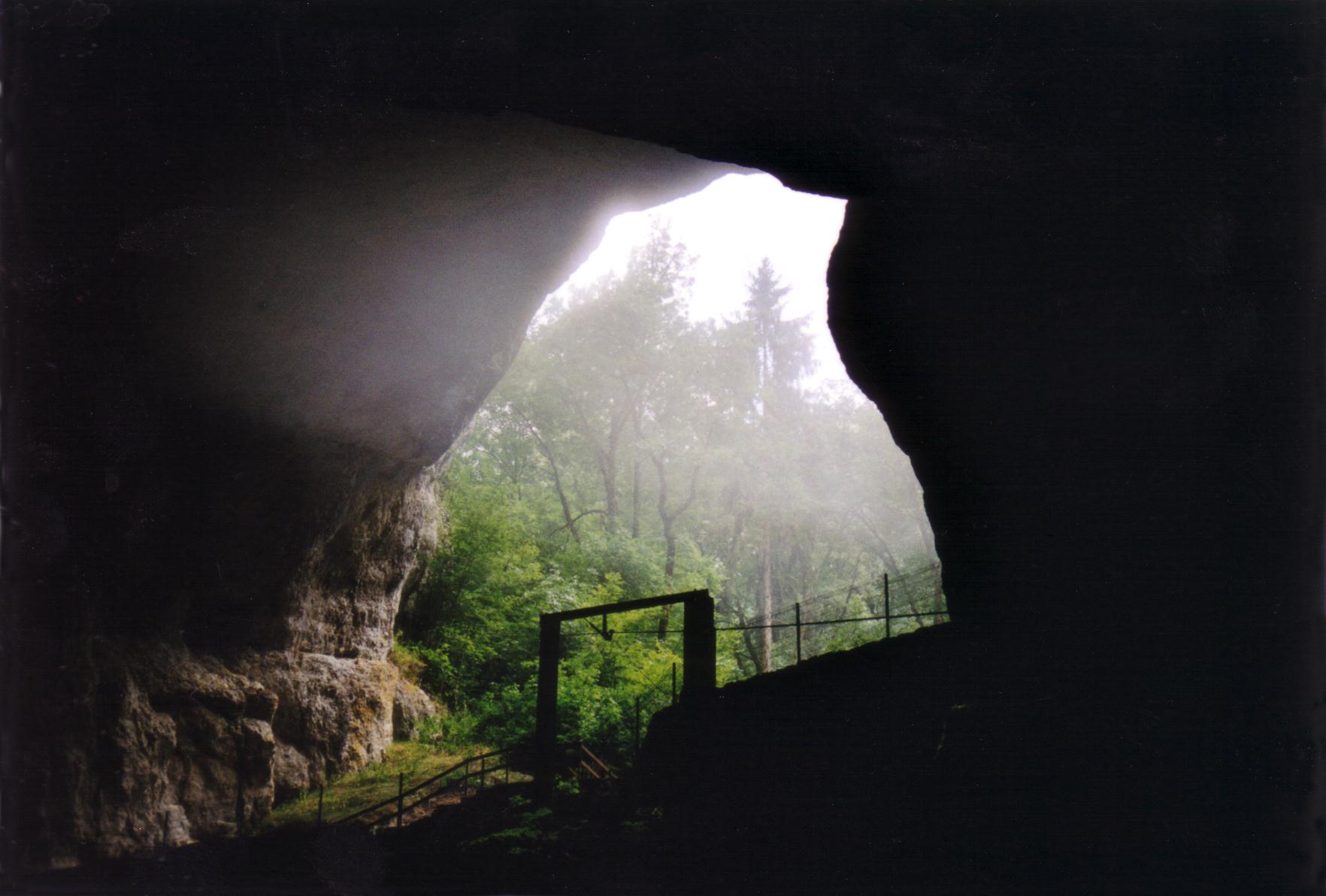
Пещера Сердон[фр.]
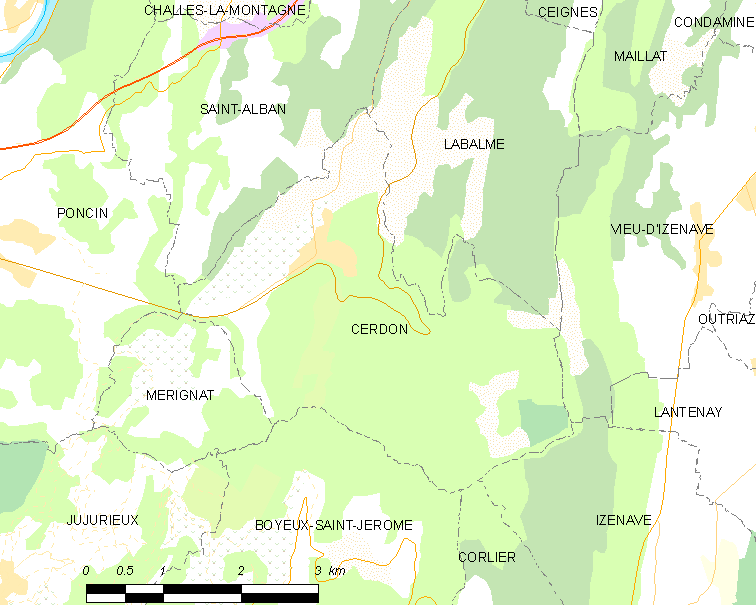
Карта коммуны